# Eratoneura valida
Eratoneura valida är en insektsart som först beskrevs av Knull 1954.  Eratoneura valida ingår i släktet Eratoneura och familjen dvärgstritar. Inga underarter finns listade i Catalogue of Life.